# 鄧淮 (建文進士)
鄧槐（1369年—？），字大材，湖廣武昌府蒲圻縣人軍籍，明朝政治人物。進士出身。

## 生平
國子生。湖廣鄉試第三十五名。建文二年（1400年）庚辰科會試第一百四名，殿試登進士三甲。

## 家族
曾祖父鄧人山、祖父鄧忠，父亲鄧滋。